# Kekra
Kekra est un rappeur et chanteur français né à Courbevoie. Il a pour particularité de ne jamais montrer son visage en le masquant lors de ses clips et apparitions publiques.

## Biographie
Peu de choses sont connues sur la vie de Kekra, de par sa volonté personnelle d'en cacher le plus possible sur lui. Il donne également plusieurs raisons pour lesquelles il se masque. En premier lieu, il affirme que « c'est ma musique qu'il faut écouter » et que la personne derrière la musique n'a pas d'importance. Ensuite, lors d'une interview à Viceland, il déclare, à propos de son masque, que c'est « pour que ma mère ne découvre pas que je suis un rappeur, elle serait déçue. Elle aurait honte je pense. Parce que j'ai honte de ce que je fais actuellement. Parce que le rap ce n'est pas un vrai métier, le rap c'est de la merde ». Ces propos vont faire quelque peu polémique dans le milieu du rap. Et lors de l'émission La Sauce sur la chaîne d'OKLM Radio, il affirme une troisième raison expliquant le port de son masque et c'est en rapport avec un voyage qu'il avait fait en Asie, où plusieurs personnes portent des masques pour ne pas contaminer les gens et se contaminer eux-memes, ce qui voudrait dire que Kekra ne veut pas se mélanger avec les autres, politique qui changera plus tard.
Les premiers projets de Kekra intitulés Freebase, Vol. 01 et Freebase, Vol. 02, sortis tous deux en 2015, sont publiés gratuitement sur Internet. En 2016, il publie son premier projet physique : la mixtape Vréel. Ce projet lui permet d'élargir son public. En 2016 toujours, il sort le troisième volume de sa série de mixtapes Freebase. En 2017, il sort deux projets (Vréel 2 et Vréel 3) qui lui apporte une certaine reconnaissance sur la scène française. En 2018, il publie son premier album intitulé Land. Ce projet va atteindre la 32ème place des charts français après six semaines d'exploitation. En juin 2019, il sort son deuxième album studio intitulé Vréalité. Cet album a la particularité de contenir le premier, et l’un des rares aujourd’hui featuring, de la carrière de Kekra. Il s'agit du titre éponyme de l'album Vréalité avec le rappeur Niska. Cette chanson va être le plus gros succès de l'album puisqu'elle atteint la 38ème place des charts après huit semaines d'exploitation. L'album va lui-même connaître un certain succès dans le classement français tout en obtenant des résultats moins importants que son précédent album Land.
Le 27 mars 2020, Kekra sort Freebase, Vol. 04, qui fait suite au trois premiers volets de Freebase.
Ce neuvième projet contient le deuxième featuring de Kekra dans sa carrière, avec un titre s'intitulant "Kohhkra" faisant un mix entre Kekra et l'artiste japonais Kohh.
Le 26 juin il ajoute 4 nouveaux sons à son projet Freebase Vol. 04 avec "T-Shirt Blanc", "Datejust" , "Mal compris" et "Bravoure".
Le 2 avril 2021, après avoir mis en ligne l'extrait et le clip Phénomène environ un mois auparavant, il sort un album sobrement intitulé Kekra, composé de 17 titres solos. Cette sortie est accompagnée par une diffusion en direct sur Youtube d'un concert sur la Grande Arche de la Défense la veille de la sortie, Kekra interprétant 4 des sons de l'album. C'est ainsi son troisième album solo après Land et Vréalité qui sort de ses deux séries phares Vréel et Freebase.
Le 16 juin 2021, il met en ligne le clip "Pull Up 2.0" et annonce la réédition de son album éponyme Kekra intitulée ꓘǝʞɹɐ. Annoncée pour le 30 juin 2021 et comprenant une dizaine de titres inédits.
Le 15 décembre 2022, Kekra annonce, en même temps que la sortie de son single Iverson, la sortie de son septième album Stratos, le 23 janvier 2023. Il est disponible en prévente avec quatre éditions exclusives différentes, contenants chacun un titre exclusif: Pioneer, Vostok, Challenger et Horizons. Le 13 janvier 2023, il publie un nouvel extrait de l'album: Nuit et jour. Il publie le clip de ce dernier le 18 janvier 2023, où l'on peut apercevoir la liste des titres présents sur l'album, au nombre de 17.
Le 24 juillet 2023, sur la chaine de RebeuDeter , Kekra est annoncé comme pilote pour le GP Explorer 2.

## Discographie

### Singles
- 2014 : Sous la veste
- 2015 : C-Kom ça
- 2015 : Fais-moi voir
- 2015 : R1-T
- 2015 : John Wayne
- 2015 : Grande armée
- 2015 : Pe-stu
- 2015 : Power (Remix)
- 2015 : ¿Por qué hombre?
- 2015 : Freestyle PM
- 2015 : That's Not Me (Remix)
- 2016 : Canne à pêche
- 2016 : Pas joli
- 2016 : Pas payé
- 2016 : Satin
- 2016 : Méfiant + Lequel
- 2016 : One Take - Remix
- 2016 : Samosa
- 2016 : Roll Deep Style
- 2016 : 9 Milli
- 2017 : Freestyle 2612
- 2017 : Envoie la monnaie
- 2017 : Sans visage
- 2017 : A.W.W
- 2017 : Uzi
- 2017 : Walou + Pull up
- 2017 : Freestyle The Race
- 2017 : Celle-là
- 2017 : Intermission
- 2017 : Paluché
- 2017 : 15MDG [Ce morceau est disponible seulement sur SoundCloud]
- 2017 : Dans le sas [Ce morceau est disponible seulement sur SoundCloud]
- 2017 : Tiekson
- 2017 : Vide
- 2017 : 121017.17
- 2017 : Pas millionné
- 2017 : Poches pleines
- 2017 : Tout seul
- 2017 : Rap de Zulu + Envoie la monnaie 3.0
- 2018 : 10 balles
- 2018 : Rap de yencli [Ce morceau a été publié sur YouTube par quelqu'un d'autre]
- 2018 : Viceland
- 2018 : C'est bon
- 2018 : Batman
- 2018 : Wing Chun
- 2019 : BooskaKira
- 2019 : Freestyle OKLM
- 2019 : Vréalité (feat. Niska)
- 2019 : Lights out
- 2019 : CLS
- 2019 : 7 Flows [sorti en exclusivité sur Instagram]
- 2019 : Tant d’années [sorti en exclusivité sur Instagram]
- 2020 : BooskaCesarienne
- 2020 : Comment on fait là ?
- 2020 : Macaroni [Ce morceau a été publié sur YouTube par quelqu'un d'autre]
- 2020 : Putain de salaire
- 2020 : Datejust
- 2020 : Twisted #HLM [Ce morceau devait être le premier freestyle #HLM, mais il a fuitée sur YouTube]
- 2020 : Dubaï
- 2020 : Rolex #HLM
- 2020 : Manu Milli #HLM
- 2020 : Swich #HLM
- 2020 : Business #HLM
- 2020 : Dréel #HLM
- 2020 : Realest #HLM
- 2021 : Phénomène
- 2021 : Pull Up 2.0
- 2021 : Booska Promesse
- 2021 : Dope
- 2022 : Iverson
- 2023 : Nuit et jour
- 2023 : Ingé Son (feat. Alpha Wann & La Fève)
- 2023 : Dégaine

### Apparitions
- 2016 : Kekra - BooskaKekra (sur la compile Booska Pefra Vol. 3 par Booska-P)
- 2020 : Dutchavelli feat. DIVINE, Kekra, Noizy & ONEFOUR (J Emz & Spenny) - Bando Diaries (Remix)
- 2022 : BackRoad Gee feat. 2LADE, Kekra & Yasin - Under attack (Euro Remix)

- 2023 : Triplego feat. Kekra - LA FAILLE (sur l'album GIBRALTAR)
- 2023 : Bimbim feat. Kekra, Mister You - J'arrive en I (sur l'album La bande 2 Bimbim)
- 2023 : Kekra & Tif - Tango Hawaï (sur l'album Miel du média Raplume)
- 2024 : Rim'K feat. Kekra - Go (sur l'EP Lifat Mat)
- 2024 : Zamdane feat. Kekra - Youm wara youm (sur l'album Solsad)
- 2024 : Lost feat. Kekra & FREAKEY! - 20 Benz (sur l'album Bonhomme Pendu 4)

### Productions
- 2016 : Kekra – Freestyle PM (sur sa mixtape Freebase, volume 2)
- 2016 : Kekra – Jim Carrey (sur sa mixtape Freebase, volume 2)
- 2016 : Kekra – Roll Deep Style (avec Double X sur sa mixtape Freebase, volume 3)
- 2017 : Kekra – Walou (avec Double X sur son album Vréel 2)
- 2017 : Kekra – Sans visage (avec Double X sur son album Vréel 2)
- 2018 : Kekra – Normal (Interlude) (avec Hottrak et Saavane sur son album Land)
- 2018 : Kekra – Frérot (avec Hottrak et Saavane sur son album Land)
- 2020 : Kekra – Intro (sur sa mixtape Freebase, volume 4)
- 2020 : Kekra – Twisted #HLM1 (sur son EP #HLM Bootleg)